# 港府政治顧問
香港政府政治顧問（英語：Political Adviser to Hong Kong Government），又作香港總督政治顧問（英語：Political Adviser to the Governor of Hong Kong），簡稱港府政治顧問，設於1947年至1997年間，是英國殖民地時期香港總督和香港政府的政治顧問，主要負責就中國大陸和香港方面的政治事務向港府提供意見，歷任政治顧問都是由英國外交部派駐來香港的外交官擔任。

## 歷任港府政治顧問
1. 許谷詩（C. B. B. Heathcote-Smith）：1947年8月8日－1950年9月
2. 區鼎敦（Geoffrey Aldington）：1950年9月21日－1953年9月
3. 竇爾頓（Peter Dalton）：1953年9月23日－1956年6月
  - 石智益（P. C. M. Sedgwick）：1954年8月（署理）
4. 李德華（R. T. D. Ledward）：1956年6月15日－1959年5月
5. 麥理浩（Murray MacLehose）：1959年5月19日－1962年6月
6. 韋麟（Edward Gervase Willan）：1962年6月15日－1965年6月
7. 伊理覺（Anthony Elliott）：1965年6月6日－1968年6月
  - 衛爾福（Michael Wilford）：1967年7月－8月（署理）
8. 麥鐸時（Arthur Frederick Maddocks）：1968年6月19日－1972年5月9日
  - 許維義（Christopher John Howells）：1972年5月－7月（署理）
9. 施德敦（Richard Stratton）：1972年7月－1974年
10. 唐納德（Alan Donald）：1974年－1977年10月
11. 魏德巍（David Wilson）：1977年10月－1981年10月
12. 麥若彬（Robin McLaren）：1981年10月－1985年2月
13. 布義德（英语：John Boyd (diplomat)）（John Boyd）：1985年2月－1987年1月
14. 寇立夫（Richard Dennis Clift）：1987年1月－1989年8月
15. 歐威廉（William Ehrman）：1989年8月－1993年8月
16. 畢瑞博（Bob Peirce）；1993年8月－1997年6月30日